# Ditta Jiřičková
Ditta Jiřičková (* 11. září 1954 Praha) je česká akademická malířka a univerzitní pedagožka.

## Život
Mezi roky 1974 a 1978 pracovala jako výtvarník v propagačním oddělení společnosti Kancelářské stroje. Roku 1984 dokončila ve svém rodném městě studia Vysoké školy uměleckoprůmyslové, obor Propagační tvorba a plakát. Následně v letech 1985 až 1987 vykonávala svobodné povolání a počínaje rokem 1988 až do roku 1990 patřila coby výtvarná redaktorka mezi zaměstnance firmy Supraphon.
Po sametové revoluci byla od roku 1991 opět ve svobodném povolání a to až do roku 1997, kdy se stala odbornou asistentkou v Ateliéru ilustrace na své alma mater, tedy pražské Vysoké školy uměleckoprůmyslové. Na ní působila do roku 1999 a tehdy na dobu jednoho roku přešla Katedru architektury na Technické univerzitě Liberec.
Od 21. století je počínaje rokem 2001 opět ve svobodném povolání. K němu navíc počínaje rokem 2002 Dějiny grafického designu na Fakultě humanitních studií Univerzity Karlovy a současně v letech 2005 až 2007 vyučovala na Soukromé střední škole reklamní tvorby Michael. Od roku 2007 je zároveň odbornou asistentkou na Ústavu umění a designu na Fakultě designu a umění Ladislava Sutnara Západočeské univerzity v Plzni, kde vede atelier Grafického designu.
Dne 28. února 2013 zahájila na Vysoké škole uměleckoprůmyslové v Praze ve studijním programu Výtvarná umění, v oboru Grafika a vizuální komunikace, habilitační řízení, které úspěšně dokončila, a 1. března 2016 byla jmenována docentkou pro tento obor.

## Tvorba
Věnuje se grafickému designu, geometrické abstrakci, počítačové grafice a konceptuální fotografii. Graficky upravovala výroční zprávy Energetického regulačního úřadu, připravovala obaly knih a kompaktních disků například pro Supraphon nebo pro vydavatelství Českého rozhlasu Radioservis. Od roku 2010 pravidelně připravuje celkovou mediální podobu festivalu soudobé moderní hudby Contempuls. Tvoří též design časopisů a pro společnost Linea Pura vytvořila její logotyp.
Vedle toho vystavuje, a to jak samostatně, tak také kolektivně. S její tvorbou se mohli seznámit například návštěvníci pražského kulturního prostoru La Fabrika nebo například evangelického kostela U Jákobova žebříku.
Za svoji činnost získala v roce 1985 ocenění na Universiade Kobe 85, International Student Art Exhibition v japonském městě Kóbe, dále roku 1991 jí byla v Praze udělena Grammy za design obalů kompaktních disků s dílem Ervína Schulhoffa a v roce 2010 získala ocenění za Nejlepší přebal audioknihy, dílo spisovatele Bohumila Hrabala. Její díla jsou součástí českých i světových soukromých nebo muzejních sbírek. Je zastoupena ve finském Lahti Museu, ale též v Moravské galerii Brno a v soukromých sbírkách.